# ولاية أم البواقي
ولاية أم البواقي  ولاية جزائرية، تبعد عن عاصمة الجزائر بحوالي 500 كم وعن الساحل المطل على البحر الأبيض المتوسط الذي يقع شمالها بحوالي 160 كم وعن حدود الجمهورية التونسية بحوالي 200 كم، تم ترقية المدينة أم البواقي إلى مصاف الولايات إبان التقسيم الإداري لسنة 1974، هي تبعد عن الجزائر العاصمة بمسافة 500 كم وترتفع 800 معن مستوى سطح البحر.

## أصل التسمية
كانت تسمى ماكوماداس في العهد الروماني وبعدها سميت بكان روبار نسبة إلى (المارشال CANROBERT) الذي اتخد من المدينة مقرّا له، وفي رواية أخرى أن الكتابات القديمة نسبة إلى الكاهنة التي تركت أولادها في هذا المكان ومن هنا اشتق اسم المدينة من أم الذين تبقوا.
- وفي العهد الإحتلال الفرنسي سُمّيت كانروبر.

## الموقع
تقع في الجهة الشرقية من البلاد، يحدها من الجنوب ولاية خنشلة ومن الغرب ولاية ميلة وولاية باتنة ومن الشمال ولاية قالمة وولاية قسنطينة ومن الشرق ولاية تبسة، ولاية سوق أهراس.

## السكان
ينحدر سكان ولاية أم البواقي من أصول أمازيغية حيث عمرت المدينة القبائل البربرية منذ العصور الإنسانية الأولى، وعرفت القبائل الأولى المستقرة بأم البواقي ببابيرية نسبة إلى البربر، كما سكنتها أيضا قبائل موسولامي وكيرينا، ومن أبرز القبائل التي ينسب إليها اليوم سكانها المحليون نجد أمازيغ، (الشاوية).

## المناخ
يسود ولاية أم البواقي مناخ قاري، بارد وممطر شتاء وحار وجاف صيفا، تشهد ولاية أم البواقي تساقطا معتبرا للأمطار بحيث يتراوح معدلها بين 350 و 500 مم سنويا، تغطي الثلوج قمم المرتفعات وهذا خلال فصل الشتاء، وترتفع الحرارة صيفا وخاصة في شهري أغسطس ويوليو، صحراوي مما يعرضها لهواء ساخن نوعا ما.

## الأودية

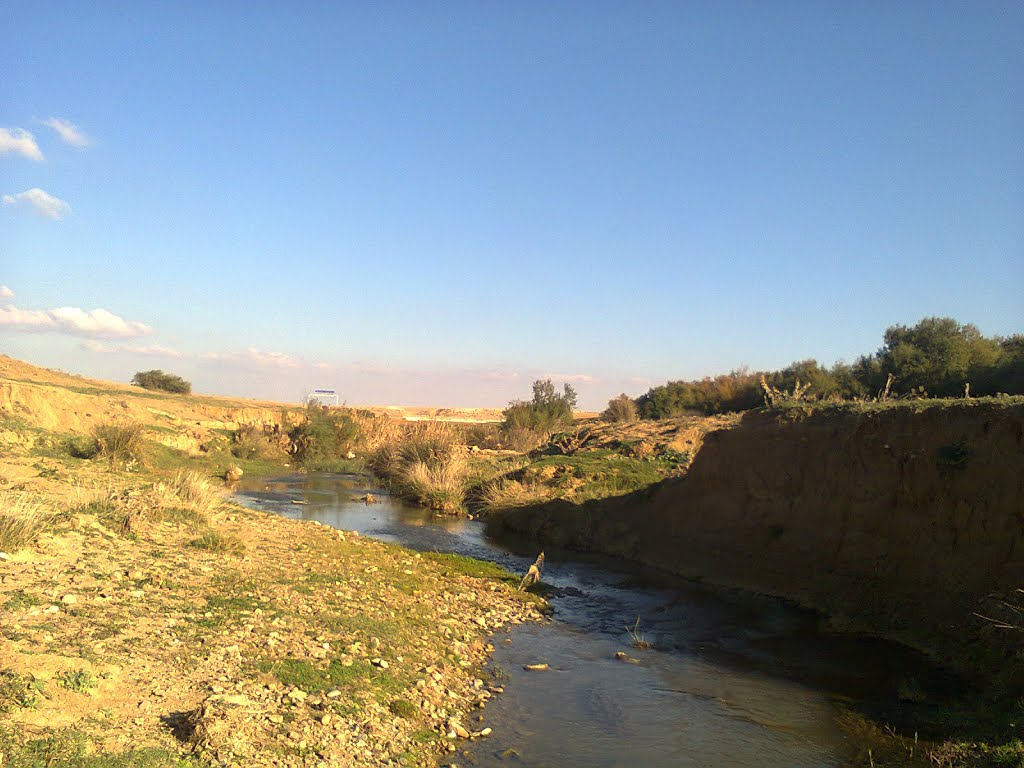
واد شارف

تنتشر بولاية أم البواقي العديد من الأودية والمجاري المائية السطحية والجوفية، ومن بينها:
واد عين كرشة، واد دحمان، واد مدفون، واد مسكيانة، واد الحاسي، واد لفريس وواد معروف.

## التاريخ

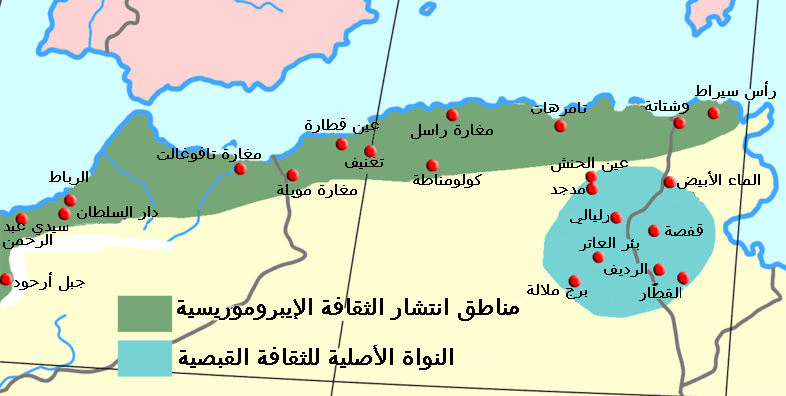
مناطق أنتشار الحضارة العاترية والحضارة القفصية

يعود تاريخ ولاية أم البواقي إلى سنين بعيدة، فهو يضرب بعمقه جذور الحقب والأزمان البدائية، بحيث يعود تواجد الإنسان بها إلى 8 000 سنة قبل الميلاد، الآثار المكتشفة بهذه الولاية تشهد على هذه الفترة، مثلت أم البواقي إقليما جد مهم من المملكة نوميديا وقد ازدهرت في هذه الفترة الحياة الاقتصادية والتي اعتمدت بالدرجة الأولى على الزراعة المكثفة لأشجار الزيتون، هذا ما جعل من قاديوفالا قصر صباحي وماكوماداس  أم البواقي مركزين على قدر من الأهمية في التبادل التجاري.

### الفترة الرومانية
في القرن الأول ميلادي وقعت المملكة النوميدية تحت سلطة الإمبراطورية الرومانية بعد تلك الخلافات والنزاعات التي ظهرت بين القبائل البربرية، في هذه الفترة شهدت أم البواقي تطوير زراعة الحبوب القمح والشعير النشاط الرئيسي للسكان، غير أن المستفيد من ذلك كانت روما وتحولت أم البواقي أو ماكومداس في هذه الفترة إلى مطمورة قمح تمون أوروبا كباقي المدن الجزائرية، غير أن الثورات البربرية الثائرة في منطقة الأوراس ضد هذا الوجود حالت إلى طرد الرومان من كل المنطقة مخلفين شواهد أثرية مثل الضلعة، الرحية آثار سيقوس.

### الفترة الوندالية
في هذه الفترة شهدت أم البواقي تدهورا إجتماعيا وإقتصاديا، كما خرّب الوندال كل المنشآت التي خلقها الرومان وحتى مراكز التبادل التجاري لحقها الخراب الشامل، المقاومات العارمة التي قادها سكان منطقة الأوراس أسفرت على طرد الوندال واسترجاع تاموقادي، باغاي وعين البرج وماكومداس.

### الفترة البيزنطية
لم تكن أم البواقي على هامش الأحداث التي تعاقبت على منطقة الأوراس والهضاب العليا لمزاياها العديدة فبعدما طرد البربر الوندال حل البيزنطيون بقيادة سولومون، في هذه الفترة جُرِّد أهل المنطقة من ممتلكاتهم وأراضيهم الخصبة، كما شيد البيزنطيون قلاعا ومراكز مراقبة تعتلي الجبال وتضمن مراقبة كل السهول الممتدة والأراضي الخصبة الغنية بالقمح الشعير، من آثار هذه الفترة قلعة قاديوفالا بقصر صباحي، وآثار جبل بوسيف.

### الفتوحات الإسلامية
لاقت الفتوحات الإسلامية في أولى طلائعها مقاومات شرسة قادتها زعيمة الأوراس دهية أو الكاهنة التي هزمت حسان بن النعمان في مسكيانة وأسرت خالد بن يزيد، هذه المقاومة البربرية تحركت باعتقادهم بأن جيش الفتح الإسلامي ما هو إلا غازي مثل سابقيه ولكن بعدما أيقنوا مهمة الفاتحين اعتنقوا الإسلام خاصة بعدما هزمت الكاهنة، كما ساهم البربر بقيادة طارق بن زياد في فتح الأندلس.
بعد فتح أم البواقي واعتناق البربر الإسلام، توالت العديد من الدويلات أو الخلافات الإسلامية على هذه الولاية مثل الأمويين ثم الأغالبة الذين أعادوا إلى المنطقة توازنها الاجتماعي واستقرارها الإقتصادي، كما عرفت أم البواقي رخاء معتبرا خلال عهد الفاطميين وازدهرت بها العلوم والفنون، انقلبت هذه الأوضاع إلى حالة سيئة عند حلول الهلاليين وشهد الاقتصاد ومختلف المجالات ركودا وتدهورا وعاشت في هذه الفترة نوعا من البؤس والتأخر.
في العهد الموحدي أي خلال القرن الثاني عشر، استرجعت أم البواقي استقرارها في إطار توحيد المغرب العربي وأخذت الأمور الثقافية، الاجتماعية والاقتصادية تزدهر خاصة لوقوعها في منطقة إستراتيجية تربط بين القيروان والجزائر.

### العهد العثماني
تاريخ أم البواقي في هذه الفترة والأحداث التي تعاقب عليها هي شبه مجهولة ولم ترد مصادر تطرقت إلى هذه المرحلة بالدقة والتفصيل والقليل المتداول هو كونها تابعة لبيلك قسنطينة وتخضع لقوانين وسلطة الباي التي لم تكن مباشرة عليها واقتصرت علاقة أم البواقي بالسلطة العثمانية على جمع الضرائب وكان يتولى هذه المهمة شيخ القبيلة.

### الاحتلال الفرنسي

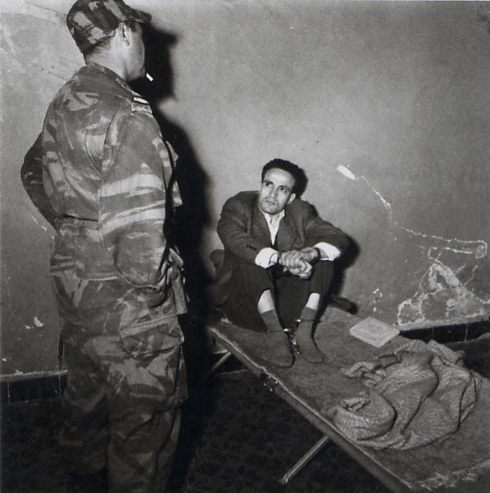
العربي بن مهيدي في أيامه الأخيرة

لم تنجح جيوش الاحتلال الفرنسي في إسقاط ولاية أم البواقي تحت نيرها إلا بحلول سنة 1842 م، قاوم سكان أم البواقي الاحتلال الفرنسي للجزائر بمعارك ومقاومات متأججة، عندما اندلعت ثورة التحرير الجزائرية في 1 نوفمبر 1954م، ساهمت ولاية أم البواقي بالنفس والنفيس في إنجاح الثورة التحريرية المباركة خاصة لوقوعها ضمن الولاية الأولى التاريخية، وأنجبت العديد من الشهداء الأبرار والثوريين الأفذاذ أمثال: العربي بن مهيدي وعباس لغرور، خلال هذه الفترة عاش سكان أم البواقي ظروفا قاسية جداً على جميع الأصعدة كما انتظموا في هيئة أعراش وقبائل من أهمها: أولاد عمارة أولاد سعيد، قبيلة السقنية وقبيلة أولاد ملول.

### مرحلة الاستقلال
عرفت الولاية توسعا عمرانيا كبيرا خلال فترة الإستقلال مع نمو اقتصادي واجتماعي كبير، حيث تمت ترقيتها إلى مقر ولاية سنة 1984، حققت إنجازات هائلة في ظرف وجيز والعديد من المنشآت الصحية والتربوية، وكذا إنجاز بنية تحتية هامة في جميع القطاعات، واحتضانها للعديد من التظاهرات الثقافية والرياضية على المستوى الجهوي والوطني، علما أن المدينة تدرس مشاريع كبرى أخرى لإنجازها مثل مركب سياحي ضخم، ترامواي، تلفريك، ملعب كرة قدم جديد، مركز رياضي بمقاييس عالمية.

## السكان
يُقدّر عدد سكان الولاية 620 ألف ساكن يتوزعون على 29 بلدية. من أشهر رجالها الشهيدين عباس لغرور والعربي بن المهيدي
| ذكور   | فئة عمرية     | إناث   |
| ------ | ------------- | ------ |
| 942    | 85 سنة وأكثر  | 984    |
| 1٬631  | 80 إلى 84 سنة | 1٬578  |
| 3٬253  | 75 إلى 79 سنة | 2٬905  |
| 4٬305  | 70 إلى 74 سنة | 4٬030  |
| 5٬171  | 65 إلى 69 سنة | 5٬323  |
| 5٬417  | 60 إلى 64 سنة | 5٬810  |
| 9٬634  | 55 إلى 59 سنة | 9٬305  |
| 12٬705 | 50 إلى 54 سنة | 12٬800 |
| 16٬078 | 45 إلى 49 سنة | 16٬384 |
| 17٬070 | 40 إلى 44 سنة | 17٬610 |
| 18٬726 | 35 إلى 39 سنة | 18٬680 |
| 23٬473 | 30 إلى 34 سنة | 23٬154 |
| 30٬981 | 25 إلى 29 سنة | 30٬762 |
| 36٬329 | 20 إلى 24 سنة | 35٬941 |
| 36٬435 | 15 إلى 19 سنة | 35٬309 |
| 31٬979 | 10 إلى 14 سنة | 30٬121 |
| 26٬681 | 5 إلى 9 سنوات | 25٬430 |
| 33٬069 | 0 إلى 4 سنوات | 31٬101 |
| 204    | غير معروف     | 301    |

## الولاة
تعاقب العديد من الولاة على ولاية أم البواقي منذ إنشائها في: 2 يوليو 1974 م من خلال المرسوم التنفيذي رقم 74-69
قائمة الولاة للولاية بالترتيب:
- عبد الغاني زعلان: وزير النقل والأشغال العمومية

## التقسيم الإداري

دوائر ولاية أم البواقي

- عاصمة الولاية: أم البواقي وتنقسم إداريا إلى 12 دائرة و 29 بلدية.
- دائرة أم البواقي: أم البواقي، عين الزيتون
- دائرة عين بابوش: عين بابوش، عين الديس
- دائرة قصر صباحي: قصر صباحي
- دائرة عين البيضاء: عين البيضاء، الزرق، بريش
- دائرة فكرينة: فكرينة، وادي نيني
- دائرة عين مليلة: عين مليلة، أولاد قاسم، أولاد حملة
- دائرة سوق نعمان: سوق نعمان، بئر الشهداء، أولاد زواي
- دائرة عين فكرون: عين فكرون، الفجوج، بوغرارة، سعودي
- دائرة سيقوس: سيقوس، العامرية
- دائرة عين كرشة: عين كرشة، الحرميلية، هنشير تومغني
- دائرة مسكيانة: مسكيانة، بحير شرقي، البلالة، الراحية
- دائرة دهالة: الضلعة، الجازية.

## التعليم
يوجد مراكز تعليمية على كافة المستويات من التعليم الابتدائي إلى غاية التعليم العالي أيضاً العديد من المدارس الخاصة.
- قطاع التربية الوطنية الذي يضم مجموعة من المؤسسات المدرسية منها 258 مدرسة ابتدائية، و 57 إكمالية، و 45 ثانوية، و 13 مجمعا مدرسيا و 6 قاعات للرياضة و 7 نصف داخليات و 13 مطعما مدرسيا.
- مركز التعليم عن بعد لولاية أم البواقي والذي يتبع لديوان الوطني للتعليم والتكوين عن بعد.

### التعليم الجامعي
تضم هذه الولاية العديد من الجامعات ومؤسسات التعليم الجامعي، منها:
- جامعة العربي بن مهيدي [4]

تضم جامعة العربي بن مهيدي أربع مجمعات وملحقة تتكون من: سبع كليات وثلاث معاهد.
- كلية العلوم والعلوم التطبيقية
- كلية العلوم الدقيقة وعلوم الطبيعة والحياة
- كلية الحقوق والعلوم السياسية
- كلية العلوم الاقتصادية والتجارية وعلوم التسيير
- كلية الآداب واللغات
- كلية العلوم الاجتماعية والإنسانية
- كلية علوم الأرض والهندسة المعمارية
- معهد تسيير التقنيات الحضرية
- معهد علوم وتقنيات النشاطات البدنية والرياضية
- معهد التكنولوجيا.
- جامعة التكوين المتواصل (UFC).

### التكوين المهني
يذكر بأن قطاع التكوين والتعليم المهنيين بهذه الولاية، يحصي 18 مؤسسة تكوينية تقريبا

## الثقافة

### المراكز الثقافية والمتاحف
- دارالثقافة نوار بوبكر أم البواقي.
- المكتبة الرئيسية للمطالعة العمومية مالك بن نبي أم البواقي.
- المسرح الجهوي المهيأ بأحدث التقنيات من كاميرات حديثة وتهيئة قاعة الحضور والعرض مدينة عين البيضاء.
- مسرح الهواء الطلق.

### المناسبات المحلية
تحتفل ولاية أم البواقي بمهرجان عيسى الجرموني وتعرض فيه صناعات تقليدية وتحييه فرق فلكلورية تمجد شاوي (موسيقى).

### الإسبوع الثقافي
الإسبوع الثقافي لولاية أم البواقي في إطار التبادل الثقافي ما بين الولايات وضمن المهرجانات الثقافية المحلية للفنون والثقافات الشعبية التي تأتي تدعيما للتبادل الثقافي والفني بين الولايات، حيث تكون ولاية أم البواقي ضيفة على 48 ولاية على مدار السنة.

## إعلام
إذاعة أم البواقي
- البث الحي على النت:Oum El Bouaghi FM

كل أخبار الولاية على مدار الساعة.

## السياحة

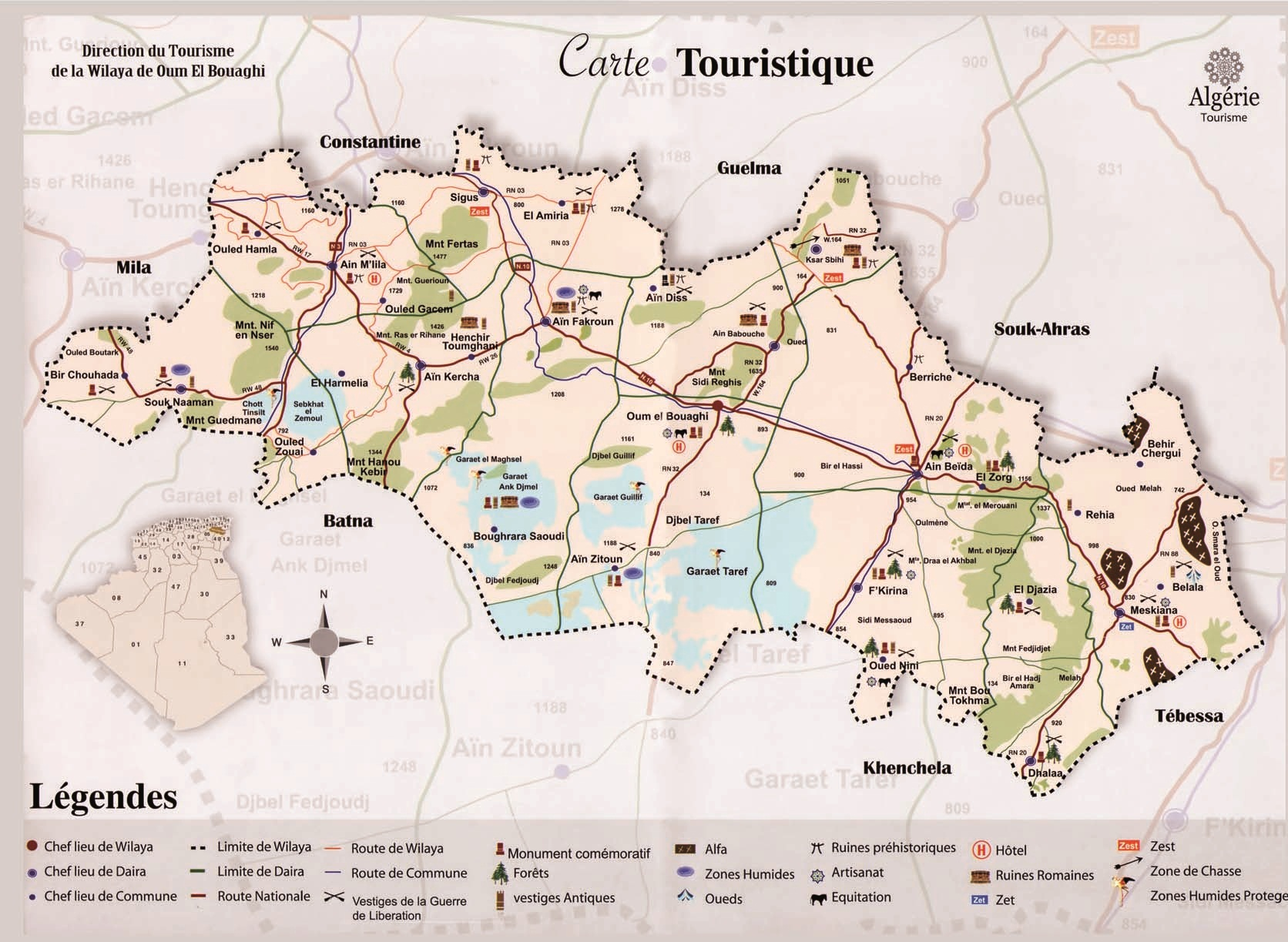
الخريطه السياحية لولاية أم البواقي

### المواقع الاثرية في ولاية ام البواقي
يوجد في ولاية أم البواقي عدة مواقع أثرية تعود إلى عدة حضارات منها العصر النيوليتي (العصر الحجري الحديث)، البوني، النوميدي، الروماني، البيزطي، الإسلامي من أشهر مواقعها:
- عين البرج وإسمها القديم تيجيسيس بها آثار من العصر الحجري والبوني والنوميدي والروماني والبيزنطي والإسلامي وهي من أعرق المدن الأثرية في الولاية وبها أكبر قبر ميغاليتي في المنطقة يبلغ قطره 30 متر يسمى الغولة.
- سيقوس مرت بها الحضارة البونية والبيزنطية والرومانية إضافة إلى الدولمن.
- سيلا اسم فينيقي معناه (المكان المحصن) وهي من أقدم الآثار في الولاية
- قصر الصبيحي غاديافولا بها آثار بيزنطية ورومانية.
- ام البواقي (ماكوماداس)

تعاني المواقع الأثرية في الولاية من التهميش خاصة عين البرج وسيقوس وسيلا مع أن بها أقدم الآثار في المنطقة على الإطلاق.
- آثار سيقوس : المصنفة ضمن التراث الوطني.
- موقع سيلا : وهو موقع جد هام يحمل في مكنوناته معطيات تاريخية قيمة.
- موقع عين البرج: ويتواجد بالعامرية ويتضمن آثارا من حقبة ما قبل التاريخ والفترة الإسلامية.
- المدينة الرومانية المتواجدة بالضلعة والتي لا تزال إلى اليوم في طور البحث والتنقيب عن آثار مدينة رومانية مدفونة، كما تم العثور في هذا الموقع على فخاريات وأواني فاخرة كما تتضمن أنفاقا أرضية وغرف ومطامر...
- آثار مدينة قاديوفالا، وهي مدينة بيزنطية تتواجد بقصر الصبيحي والتي شكلت حصن مراقبة عسكري يضمن مراقبة كل المنطقة.
- آثار مدينة عين ببوش، أجمل ما وجد في هذا الموقع هو الفسيفساء التي نقلت إلى متحف باردو.
- هنشير أولاد قوتي بحي الكمين الذي تعتبر آثاره المدينة الأصيلة لأم البواقي (ماكوماد) هذا إلى جانب القطع الأثرية التي تعود إلى فترة ما قبل التاريخ، الرماديات والحلزونيات المكتشفة بالضلعة.

### الإستثمار السياحي
تتوفر ولاية أم البواقي على منطقة للتوسع السياحي بمنطقة عين شجرة دائرة مسكيانة، تبلغ مساحة هذه المنطقة 1 119 هكتار، تمنح تحفيزات مشجعة للإستثمار في فضائها، فهي تقع على الطريق الذي يربط بين أم البواقي وتبسة إضافة إلى تواجدها في منطقة مستوية تحفها غابات توفر إطارا سياحيا متميزا.
السياحة هي من بين القطاعات الفعالة في التنمية والتطور الاقتصادي بولاية أم البواقي، خاصة لتوفرها على مؤهلات سياحية غنية ومتنوعة يساعدها في ذلك العوامل الطبيعية، البشرية والتاريخية وبذلك خصصت الولاية مناطق توسع سياحي ومواقع سياحية تفتح أبواب الإستثمار واسعة لتجسيد مشاريع واعدة مثل:
بناء مركبات سياحية، فنادق، مسابح وتهيئة المساحات المحيطة بالمواقع الأثرية، بخلق منتزهات ومساحات توفر شروط راحة السياح، تتمثل هذه المناطق في: أم البواقي ماكومداس بمساحة 60 هكتار عين البيضاء بمساحة 80 هكتار، سيقوس بمساحة 60 هكتار، قصر الصبيحي بمساحة 50 هكتار.
المعالم الدينية بولاية أم البواقي هي أيضا من أهم المؤهلات، فهي تفتح باب السياحة الدينية واسعا. تتمثل في المساجد والزوايا العلمية العريقة التي لعبت منذ القديم أدوارا نبيلة، ناهيك عن اللمسات الهندسية الراقية ذات أصول عربية إسلامية، من أهم هذه المعالم: المسجد العتيق لمدينة عين البيضاء بني سنة 1860  م والمسجد العتيق لمدينة أم البواقي الذي أُسس سنة 1929  م، وهما مصنفان كمسجدين وطنيين، زاوية بوحجر الرحمانية بسيقوس والتي أسست في العهد العثماني 1729م، زاوية سيدي أونيس بعين فكرون وزاوية محمد العيد آل خليفة بعين البيضاء.

### التراث الفلكلوري الفنون التقليدية والهوية الأصلية
تعرف ولاية أم البواقي أنواعا فلكلورية تنبع من الأصالة البربرية الأوراسية وهو من الروافد الأساسية لعادات وتقاليد المنطقة كما يحمل إيحاءات عن تركيبتها الاجتماعية وقيمها، يصنع الفلكلور بأم البواقي ألواحا استعراضية بألوان إيقاعية رائعة، من أهم الأنواع الفلكلورية:
- الرحابة: هي عبارة عن طبع فلكلوري يؤديه ثمانية رجال أو يكون مختلطا بين الرجال والنساء، وهي لا بد منها في الأعراس التقليدية والاحتفالات التي تحييها الولاية ومن مواضيه، الغزل، المدح، الهجاء.
- إسباحن: هو نوع فلكلوري مواضيعه المدح الديني يستعمل البنذير، اسباحن هو حلة الاحتفالات الدينية بأم البواقي

### الصناعة التقليدية
تتميز الصناعة التقليدية لولاية أم البواقي بتنوع منتجاتها، أشكالها وألوانها وذلك نظرا لتوفر المواد الأولية من صوف، الطين... من أهم هذه الصناعات.
- النسيج: تعرف زربية أم البواقي بزربية الحراكتة التي تعمل العائلات على الحفاظ عليها وكذلك الجمعيات ومراكز الحرف التقليدية، تتميز هذه الزربية بعراقتها إذ ارتبطت بالمنطقة منذ سنين طويلة، كما تزينها أشكال وألوان متنوعة ترمز إلى معان أو قيم سائدة ومن أنواعها:
- زربية الفرخ: تحتوي على رموز بربرية ورسومات للطيور وهي أقدم أنواع زربية الحراكتة، يغلب عليها اللون الأحمر، الأصفر والأخضر.
- زربية المحراب: تحمل رسومات حرب أو معارك وأشكال للفرسان، يغلب عليها اللون الأحمر الداكن، الأخضر والأسود.
- زربية العقدة : تسمى على هذا النحو لأنها تعتمد على العقد في نسجها ومن الأشكال التي تحملها، الوشم، أو أدوات النسيج كالخلابة، هذا بالإضافة إلى الحنبل، أفرشة الغطاء، الأرائك والوسائد الصوفية

### اللباس التقليدي
اللباس التقليدي بولاية أم البواقي هو لباس شاوي أوراسي، يتميز بألوانه الداكنة مثل الأسود، الأحمر البني، يعكس تقاليد وعادات سكان المنطقة بكل تفاصيلها
- اللباس النسوي :

يعرف اللباس التقليدي النسوي بالملحفة الشاوية، وتكون سوداء مزينة الحواشي بثلاثة ألوان هي الأحمر، الأصفر والأخضر وتصنع فوق الرأس محرمة تعرف بتاغناست. تحزم المرأة خصرها بحزام صوفي بألوان متنوعة وتلبس قميصا داخليا ذو أكمام فضفاضة لونها أبيض أو أسود، كما تتزين بالسخاب ومختلف الحلي الفضية أما الوشم فلابد منه كبصمة للمرأة الشاوية الأصيلة
- اللباس الرجالي :

يرتدي الرجال القندورة البيضاء، سروال الحوكي والجليكة والقميص وتكون ذات لون أبيض أو أصفر فاتح يصنع الرجال فوقها البرنوس الذي يصنع من الصوف ذات الجودة العالية وينسج بطريقة تقليدية وعادة ما يكون لونه أسود أو بني أما الرأس فيغطى بالشاش ويشد بخيوط مختلفة الألوان.

### صناعة الحلي الفضية
تشتهر أم البواقي بصناعة الحلي الفضية، التي تستمد أصالتها من أصالة الأوراس، وهي تنتشر بصفة كبيرة لدى حرفي المنطقة خاصة لكونها من لوازم زينة المرأة الشاوية في كل المناسبات وفي حياتها اليومية تحمل هذه أحلى نقوش وتزينات ذات إيحاءات متنوعة ومن بينها: الجبين، الخلخال، الخلالة، المقياس، البلطة، القلادة والخواتم .

## الفن
عيسى الجرموني، هو أبرز فناني مدينة ام البواقي، مرزوقي عيسى بن رابح، ولد سنة 1886  م بسيدي رغيس بأم البواقي وسط عائلة تمارس الفلاحة، لُقِّب فيما بعد بعيسى الجرموني، لم يتعلم القراءة والكتابة ولكنه اكتسب مهارات موسيقية وغنائية متألقة، ففي سن الثامنة عشر تميز بصوته القوي وإحساسه العميق بالأداء وكانت له بداهة سريعة جعلت منه شاعرا فذا مغنيا متقنا وملحنا ماهر، وهذا ما أهّله لأن يؤدي الأغنية الشاوية أحسن أداء وأصبح رمزا لها، كان يرعى الأغنام وأثناء ذلك يؤدي أغاني يقضي بها على وحدته كقصائد شعراء زمانه أمثال الشيخ بوكريسة المكي وبوفريرة، برز لأول مرة للجمهور عندما غنى بإحدى عمليات التويزة وبعدها اشتهر في كامل منطقة الأوراس والشرق الجزائري ثم القطر الوطني والمغاربي وحتى العالمي بحيث غنى في باريس والألولمبيا سنة 1937  م، من أهم الطبوع التي أتقنها هي الصراوي الذي يتطلب صوتا قويا ونفس عميقا، ترجم من خلالها أنين وأفراح الشعب الأمازيغي عبر السنين، كما أدى أغاني بالعربية الدارجة والشاوية، تناول عبرها مواضيع متنوعة منها الغربة، الحب، الوطنية، الهجاء، توفي عيسى الجرموني سنة 1946  م على إثر مرض عضال مخلفا عشرات الأسطوانات ومدرسة فنية أوراسية أصيلة صامدة على الدوام، ومن أشهر أغانية «عزيزة»، “عين الكرمة” أكرد أنوقير ونبدأ بسم الله.

## الطبخ التقليدي
يتميز الطبخ التقليدي في ولاية أم البواقي بتنوع أطباقه اللذيذة والتي تفتح شهية كل زائر للمدينة أو مقيم بها، ناهيك عن القيمة الغذائية العالية لهذه الأطباق خاصة لتوفر الخضر والحبوب بأنواعها، من أشهر المأكولات التي تدعوك أم البواقي لتذوقها : الكسكس، شخشوخة الفرماس، طمينة السويك، بربوشة الرغدة، الزراوي، العيش وبوهزة.

## المعالم الدينية
المعالم الدينية بولاية أم البواقي هي أيضا من أهم المؤهلات، فهي تفتح باب السياحة الدينية واسعا وتتمثل في المساجد والزوايا العلمية العريقة التي لعبت منذ القديم أدوار نبيلة، ناهيك عن اللمسات الهندسية الراقية التي تنمقها وهي ذات أصول عربية إسلامية ومن أهم هذه المعالم :
- المسجد العتيق لمدينة أم البواقي الذي أسس سنة 1929  م، وهو مصنف كمسجد وطني.
- زاوية بوحجر الرحمانية بسيقوس والتي أسست في العهد العثماني 1729م.
- زاوية سيدي أونيس بعين فكرون.

## الوسط الطبيعي
يتميز الوسط الطبيعي لولاية أم البواقي بالمناطق التالية:
- منطقة السهول: تشغل نسبة 63.8 % من المساحة الإجمالية للولاية، تتميز بانتشار الأراضي الفلاحية الخصبة.
- المنطقة الجبلية: تمثل الجبال نسبة 17.3% من مساحة الولاية، وتنتشر في المنطقة الشمالية.
- منطقة الهضاب: هي منطقة مرتفعة وتشغل نسبة 18.9 % من مساحة الولاية وتنتشر بها المراعي.
- الأودية: تنتشر بولاية أم البواقي العديد من الأودية والمجاري المائية السطحية والجوفية، ومن بينها: وادي عين كرشة، وادي دحمان، وادي مدفون، وادي مسكيانة، وادي الحاسي، وادي لفريس ووادي معروف
- الثروة النباتية والحيوانية:

تكتسب ولاية أم البواقي ثورة نباتية معتبرة بحيث تقدر المساحة الغابية بـ 75 484 هكتار. تغطي الحلفاء 2 136 هكتار ومن أهم الأنواع النباتية التي تعرفها الولاية : الصنوبر، البلوط، الفلين، تعيش في غابات وبراري الولاية أنواع حيوانية مختلفة منها : الخنازير البرية، الضباع، الأرانب، الثعالب والذئاب أما الطيور تتمثل في : البط، اللقلق، دجاج الماء، النسور والعقاب هذا بالإضافة إلى الطيور المهاجرة والمحمية مثل : النحام الوردي والبط ذو العنق الأخضر.

### الجبال

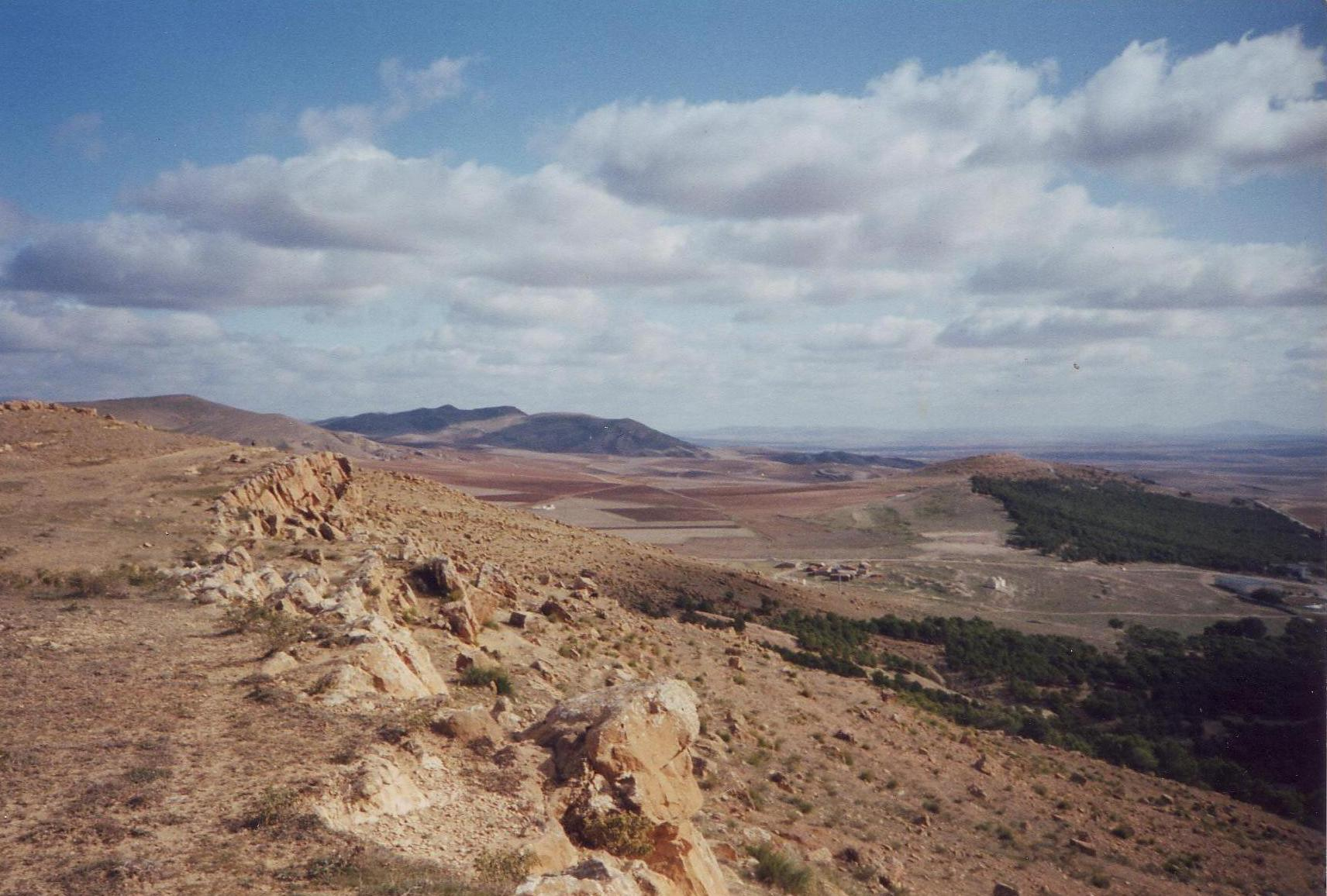
جبال أم البواقي

ولاية أم البواقي تمنحك فرصة متميزة للسياحة الجبلية الغابية بحيث تنتشر بها جبال أطلسية رائعة بغطائها النباتي المتنوع وهي تهديك نظرات بانورامية منفردة الجمال على غاباتها الشاسعة وتحس بأنك في الأرض ويداك تلمسان صفحات من السماء وتشعر بطلاقتك كما لم تشعر بها في مكان آخر، هي توفر إطارا مناسبا للسياحة الصيدية والاستكشافية، من أهم جبال : أم البواقي، جبل حنوت كبير، جبل قليف، جبل سيدي رغيس، جبل الطارف، جبل قروار وجبل قريون...
- جبل قريون
- جبل فم الحليق
- جبل الجحفة
- جبل الواسعة
- جبل فكرون
- جبل فم الموزابي
- جبل سيدي رغيس
- جبل الفرطاس
- جبل قرن الفرطاس
- جبل حلوفة
- جبل نيف النسر
- جبل القرن لكحل

## الغابات

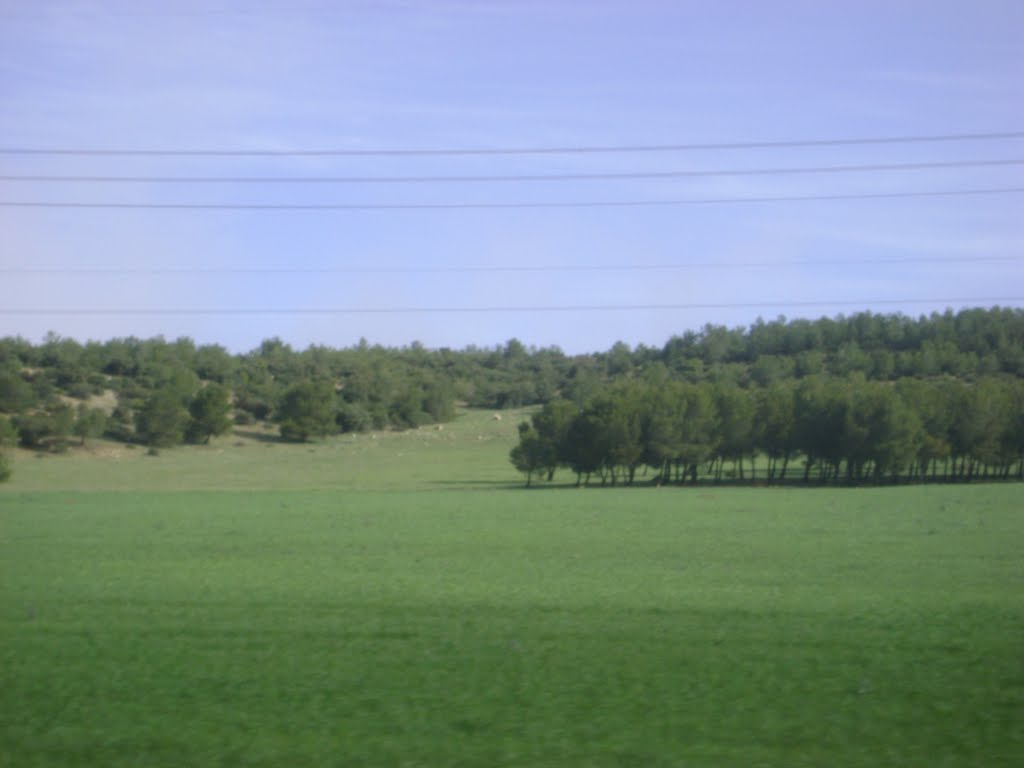
غابات عين بليدا(أم البواقي)

تتوفر ولاية أم البواقي على ثروة غابية معتبرة تقدر مساحتها الإجمالية بـ 75 484 هكتار، وهي ذات طابع سياحي جذاب بحيث تتميز بنظارة خضرتها وأجوائها التي تهديك نقاوة الهواء، في أحضان هذه الغابات تكشف أنواعا نباتية مختلفة مثل : الصنوبر الحلبي، البلوط، الشيح، والفلين هذا بالإضافة إلى حيوانات برية مثل : الأرنب البري، الثعلب الأشقر، ابن آوى وأصناف عديدة من الطيور مثل : النسر، الحجل... ستلمح أيضا المنابع المائية الطبيعية والعذبة ليكتمل جمال غابات أم البواقي العذراء.
هذه الغابات تهديك أفضل الظروف لإقامة مخيم بري والاستمتاع بأوقات تبقى راسخة في بالك وإن كنت من هواة الصيد، ففيها ستجد المتعة والإثارة، من أهم غابات ولاية أم البواقي، غابة جبل سيدي رغيس التي تقع على مشارف مقر الولاية، غابة بوزابين بعين مليلة وغابة قصر الصبيحي...
الثروة الغابية التي تكتسبها ولاية أم البواقي تفتح الباب واسعا لتطوير السياحة الغابية والسياحية البيئية .

## البحيرات

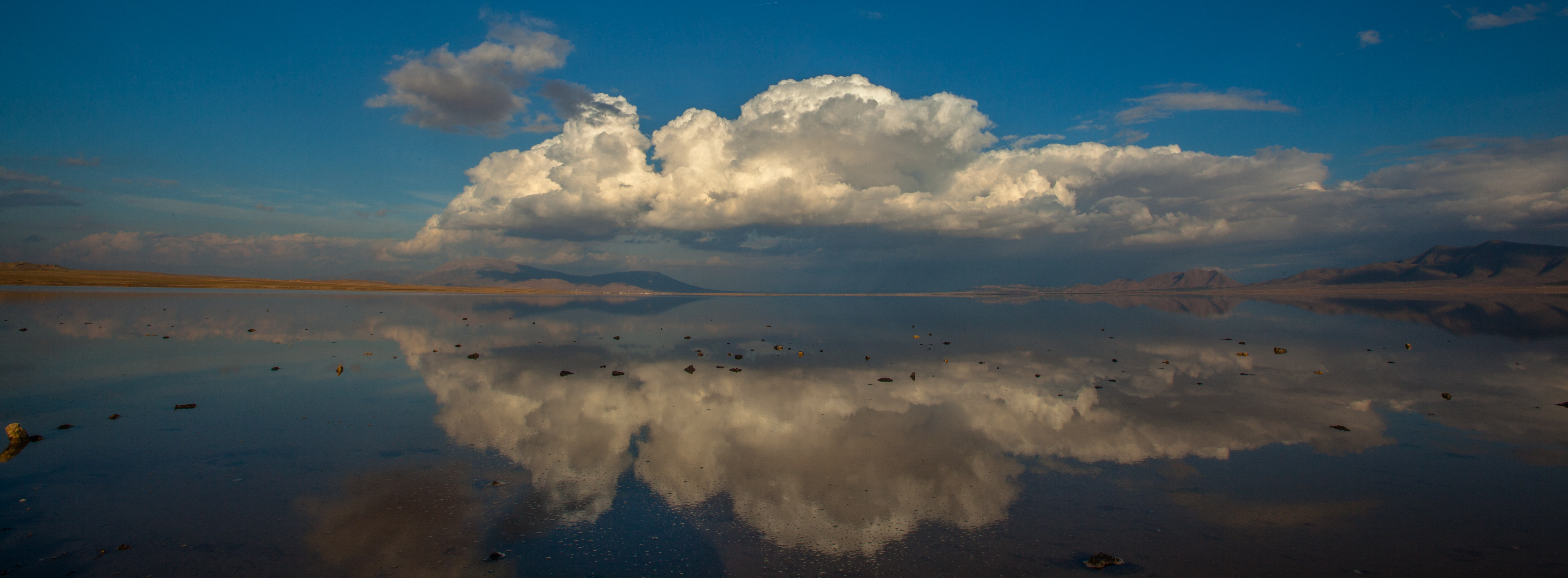
بحيرة في أم البواقي

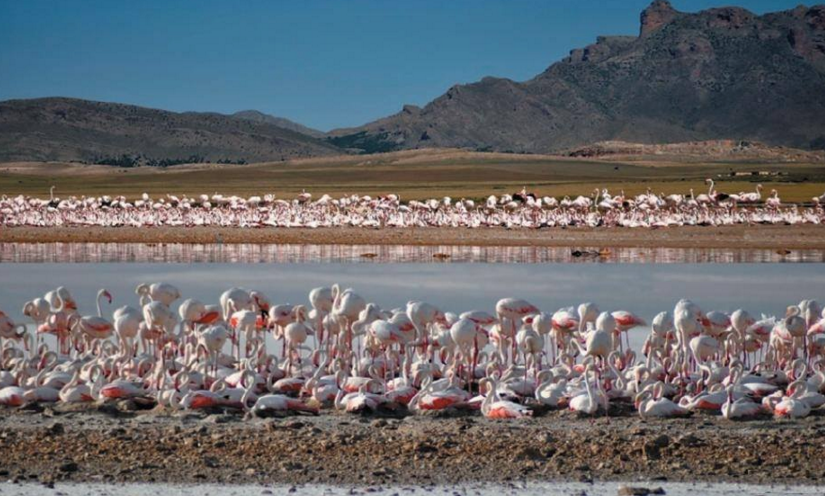
سبخة الزمولي

تمتد جنوب ولاية أم البواقي مناطق رطبة تتشكل من عدة بحيرات هي إطلالة متميزة على عالم الروائع الطبيعية لهذه الولاية.
تتميز هذه البحيرات بجمالها المتألق يقدر عددها 11 بحيرة صنفت خمسة منها ضمن قائمة (رامصار) كمناطق محمية، وتتمثل في :
- قرعة الطارف
- قرعة قليف
- قرعة المغسل
- عنق الجمل
- شط تينسيلت.

وهي كلها توفر إطارا متميزا بحيث تحفها الغابات كما تستقبل أسرابا هائلة من الطيور المهاجرة مثل : الحمام الوردي، الكركي، أبو الساق الأبيض، البلشون الأرجواني، الهدهد، شهرمان... هي ترسم لوحة فيسفسائية مبهرة بألوانها وأحجامها المتفاوتة إلا أنها تتناسق لكي تدهشك وتحتفظ بأجمل صورة عن المنطقة في خيالك.

## السدود
- سد أوركيس

## البنية التحتية

### النقل والمواصلات
تضم مدينة أم البواقي حاليا محطة برية للنقل للحافلات وسيارات الأجرة بين الولايات، وتوجد محطة للنقل بالسكك الحديدية في وسط المدينة حيث تضمن رحلة يومية إلى عنابة وتبسة.

### النقل الحضري
مؤسسة للنقل الحضري تدعمت بها مؤخرا المدينة.

### سيارات الأجرة
سيارات الأجرة أو تاكسي مواصلات عامة في المدينة مسجلة وذات لون أصفر موحد، تضمن النقل إلى جميع مناطق المدينة.

### محطة السكة الحديدية
محطة قطار أم البواقي وهي محطة تديرها SNTF، وتقدم خدمات نقل البضائع والمسافرين إلى ضواحي الولاية، وعنابة، تبسة.
مطار تاكسي	عدل
مشروع مطار تاكسي الذي استفادت منه الولاية واختيرت له الأرضية على مساحة 20 هكتارا ببلدية تاورة وانطلقت الدراسة الخاصة به، حيث يساهم هذا المشروع حال إنجازه في إخماد الحرائق وتمويل المواطنين في المناطق المعزولة عند حدوث الكوارث الطبيعية بالإضافة إلى استغلاله في محاربة الجراد والمحافظة على المحاصيل الزراعية.

### شبكة الطرقات
- 05 فروع للأشغال العمومية
- 10 دور الصيانة
- الهياكل الأساسية للطرق:
- الطرق الوطنية (كلم): 488,832
- الطرق الولائية (كلم): 337.99
- الطرق البلدية (كلم): 1075,83
- 67 منشأة فنية على الطرق الوطنية
- 27 منشأة فنية على الطرق الولائية
- 09 منشأة فنية على الطرق الالبلدية

## الصناعة
يوجد بالولاية 12 منطقة ما بين صناعية ومنطقة نشاط، حيث توجد ثلاث مناطق صناعية موزعة ما بين عين مليلة وعين البيضاء وأم البواقي، كما يتم العمل على أستكمال تهيئة تسع مناطق نشاط عبر باقي المدن الكبرى، ببروز نسيج صناعي لمؤسسات صغيرة ومتوسطة خاصة في عين مليلة أين تم فتح مصنع لبطاريات السيارات، ومصنع للمصافي، وآخر لزيت المائدة، ومصنع للصابون، مصنع الإسمنت ببلدية سيقوس.

## الفلاحة
يوجد أكثر من 386 هكتارا من الأراضي الرعوية بولاية أم البواقي النباتات العلفية التي تعد موردا هاما لرعي الأغنام، وتقع هذه المساحات الرعوية الشاسعة عبر بلديات عين مليلة بدوار الكواهي وبوغرارة السعودي وعين لزيتون قرب أم البواقي وبئر الشهداء وسوق نعمان وأولاد زواي، هذه الولاية التي تتوفر على مساحة فلاحية صالحة للزراعة ب319 ألف هكتار من بينها 180 ألف هكتار مستغلة حاليا، ويتراوح الإنتاج السنوي للحبوب بهذه الولاية التي يصل بها حجم تساقط الأمطار إلى 400 ملم في السنوات الماطرة ما بين 2,5 مليون إلى 4 ملايين قنطار على الرغم من أن حملة الحصاد والدرس الأخيرة تراجع فيها الإنتاج بشكل كبير بسبب ظاهرة الجفاف إذ لم يتعد 320 ألف قنطار من الحبوب، ويبقى الدعم الموجه للفلاحة وهي الطابع المميز لولاية أم البواقي الورقة الرابحة بهذه الولاية التي تمكنت من تعزيز ثروتها الحيوانية التي تضم 49 ألف رأس من البقر و 560 ألف من الأغنام و 97 ألف رأسا من الماعز، ولاية أم البواقي تتوفر على قدرات هائلة في إنتاجاها من ذلك أنها أنتجت 4 912 قنطارا من التفاح و 1 420 قنطارا من الإجاص و 164 قنطارا من الرمان إلى جانب 2 996 قنطارا من المشمش و 40 قنطارا من الكرز .

## الصحة
- مستشفى محمد بوضياف بأم البواقي به مصالح طب الأطفال والطب الداخلي وطب النساء والجراحة العامة.
- مستشفى عين مليلة نالت حصة الأسد من مجموع الأطباء الأخصائيين الذين تم توظيفهم ب 15طبيبا مختصا في التخدير وأمراض القلب والأنف والحنجرة والأذن وطب الأطفال والطب الداخلي وأمراض النساء والعظام والكلى.
- المؤسسة الاستشفائية لمدينة عين فكرون فقد تدعمت في مجال التأطير الطبي ب4 أخصائيين جدد (2 في التخدير و 2 آخران في أمراض النساء)
- المستشفى الجديد «بومالي» بعين البيضاء الذي التحق به طبيب مختص في علم الأشعة.
- عيادة الطبية الخاصة الأمي التي تقع بمحاذاة طريق سدراتة وتشغل 58 عاملا ما بين أطباء أخصائيين وعامين وأعوان إداريين وعمال آخرين، وتختص هذه العيادة التي تتسع لـ 30 سريرا وتطلب إنجازها غلافا ماليا بقيمة 125 مليون دج في الجراحة العامة وجراحة طب الأطفال والأشعة والتحاليل الطبية.

## الرياضة
أهم الفرق الرياضية (كرة القدم) التي حققت إنجازات :
- فريق مدينة أم البواقي : اتحاد الشاوية الذي تأسس سنة 1936، فاز الفريق بلقب البطولة الجزائرية القسم الأول موسم 1993/1994، كما فاز في نفس الموسم بلقب كأس السوبر الجزائري. (بعد فوزه على حامل لقب كأس الجزائر نادي شبيبة القبائل).
- فريق مدينة عين مليلة : جمعية عين مليلة التي تأسست سنة 1933 نشطت الجمعية المليلية نهائي كأس الجمهورية سنة 1994، وخسرت اللقب أمام نادي شبيبة القبائل.
- صفحة النادي في موقع كووورة

## أعلام ولاية أم البواقي

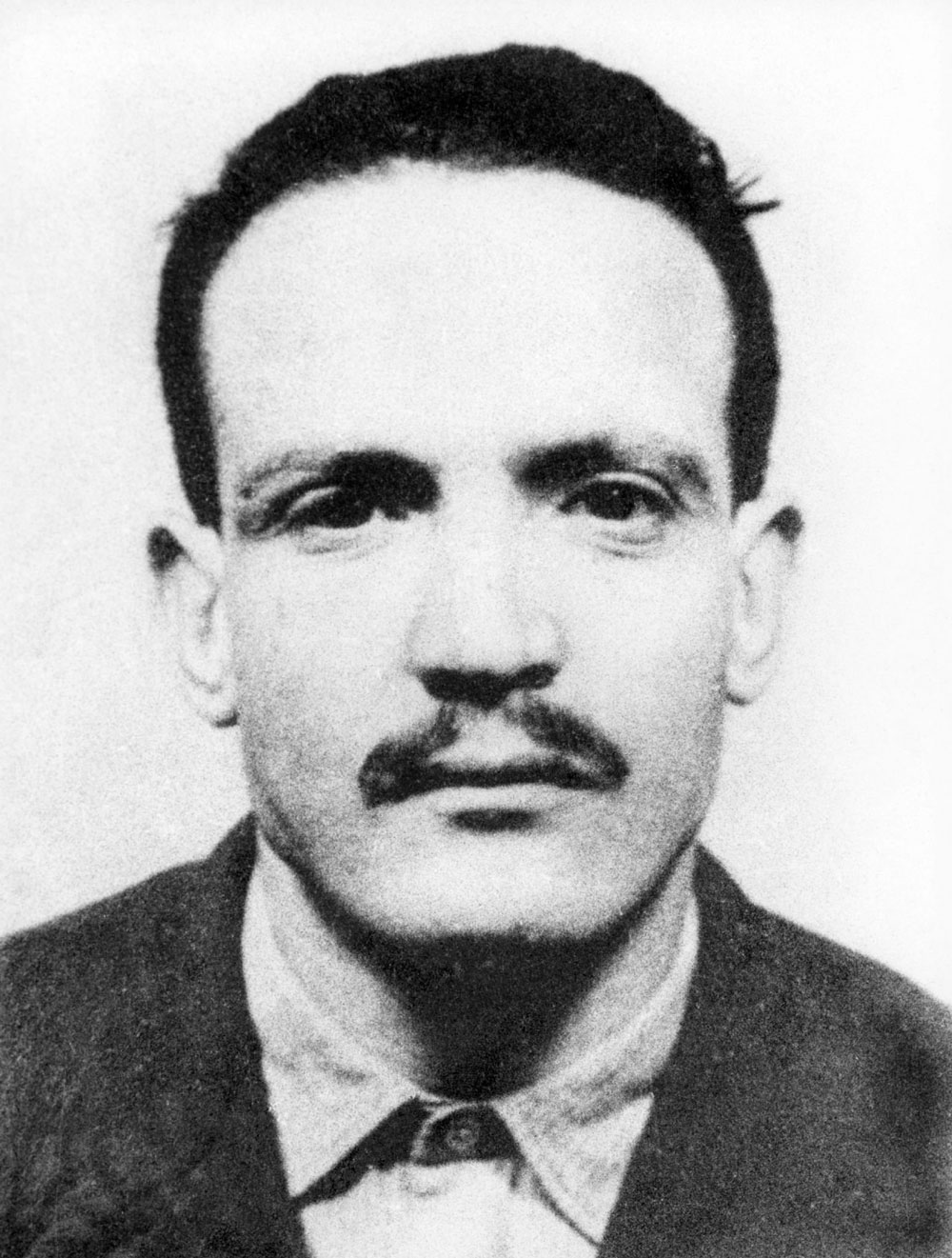
العربي بن مهيدي
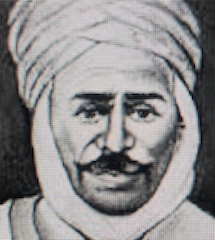
عيسى جرموني

- العربي بن مهيدي، مجاهد وشهيد
- عيسى جرموني، فنان
- رشيد قريشي، فنان تشكيلي
- رشيد بوجدرة، كاتب
- أبو بكر بن بوزيد، وزير سابق لوزارة التربية
- عباس لغرور،
- مزوز سيف الدين
- سعدون لمين، شاعر
- الشيخ حسام بتيش
- الشيخ وليد بتيش
- الدكتور معروف مصطفى

## معرض الصور

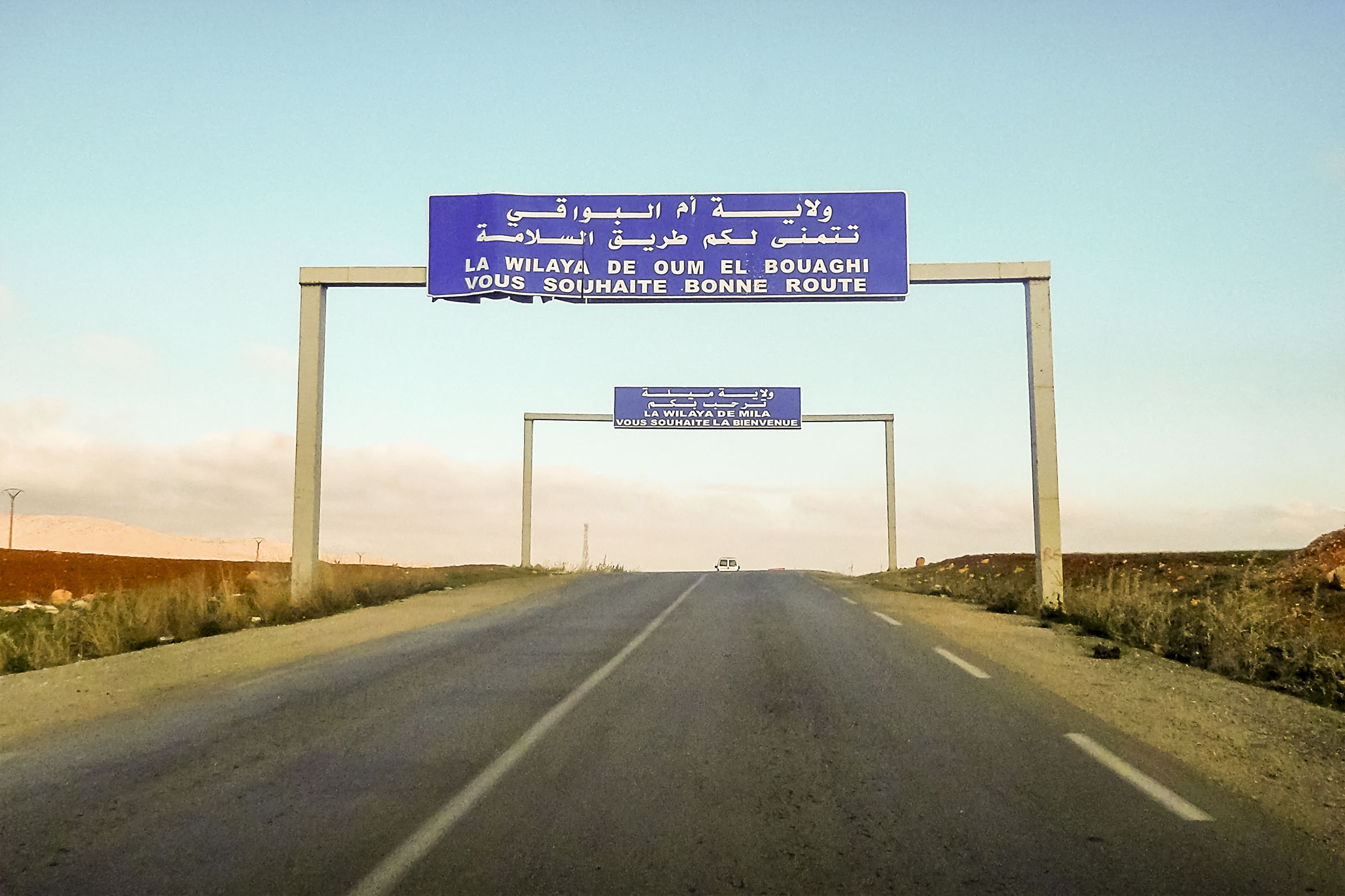
مدخل مدينة أم البواقي.
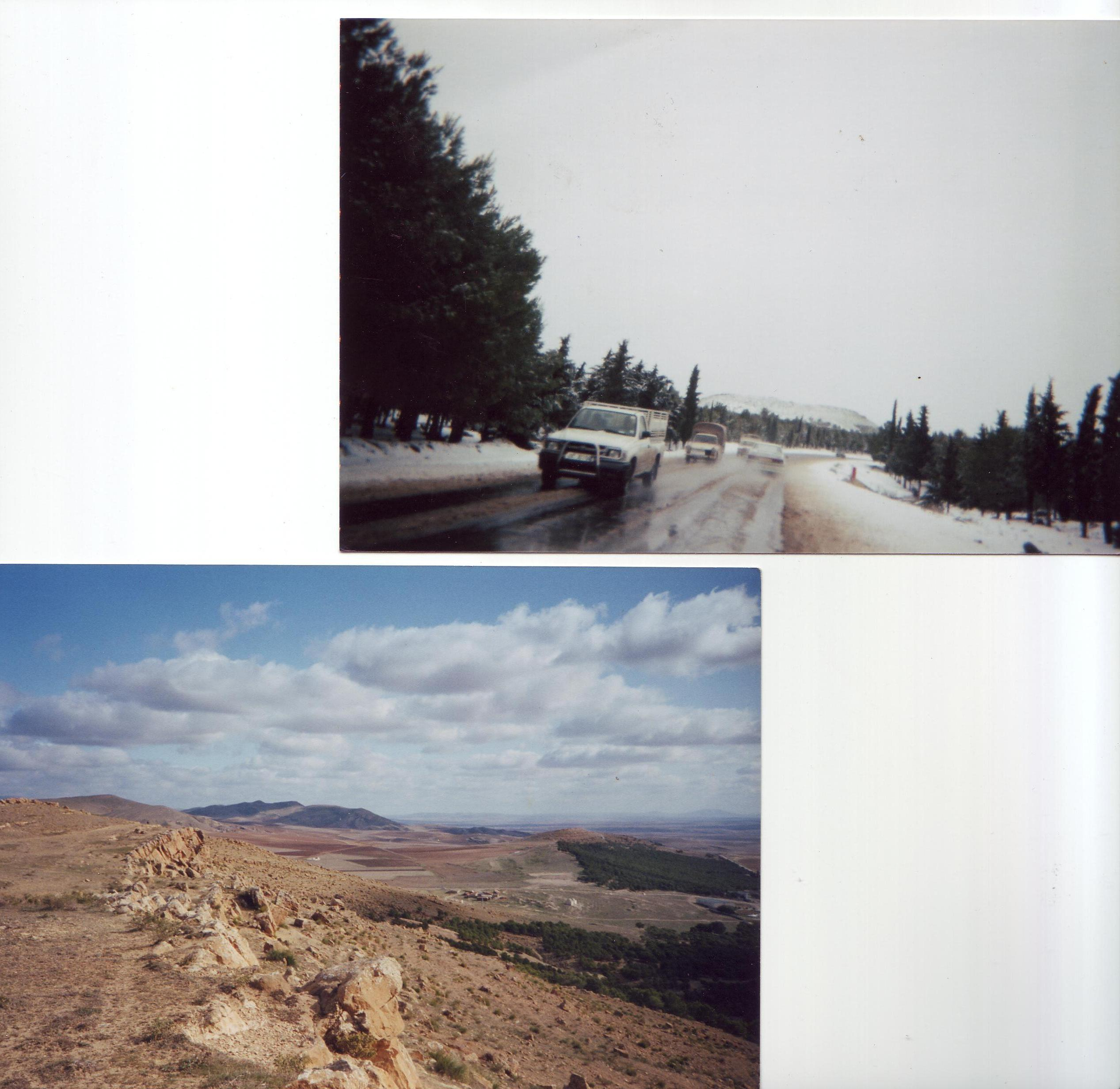
ولاية أم البواقي
بحيرة في ولاية أم البواقي
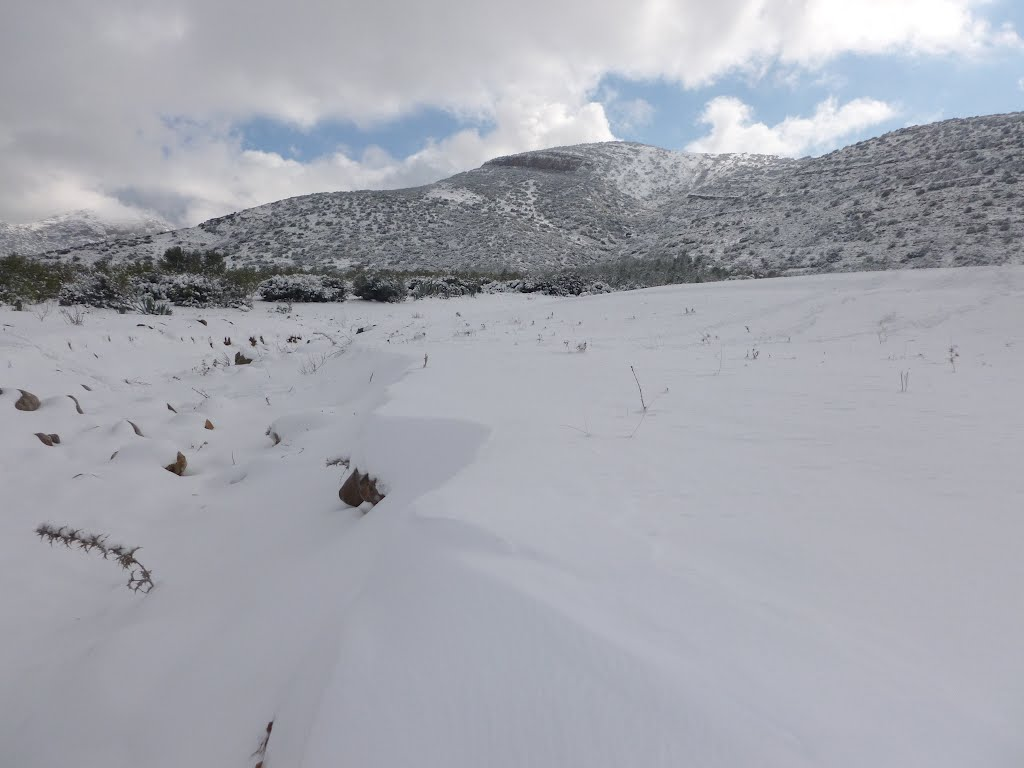
كاف الحاسي
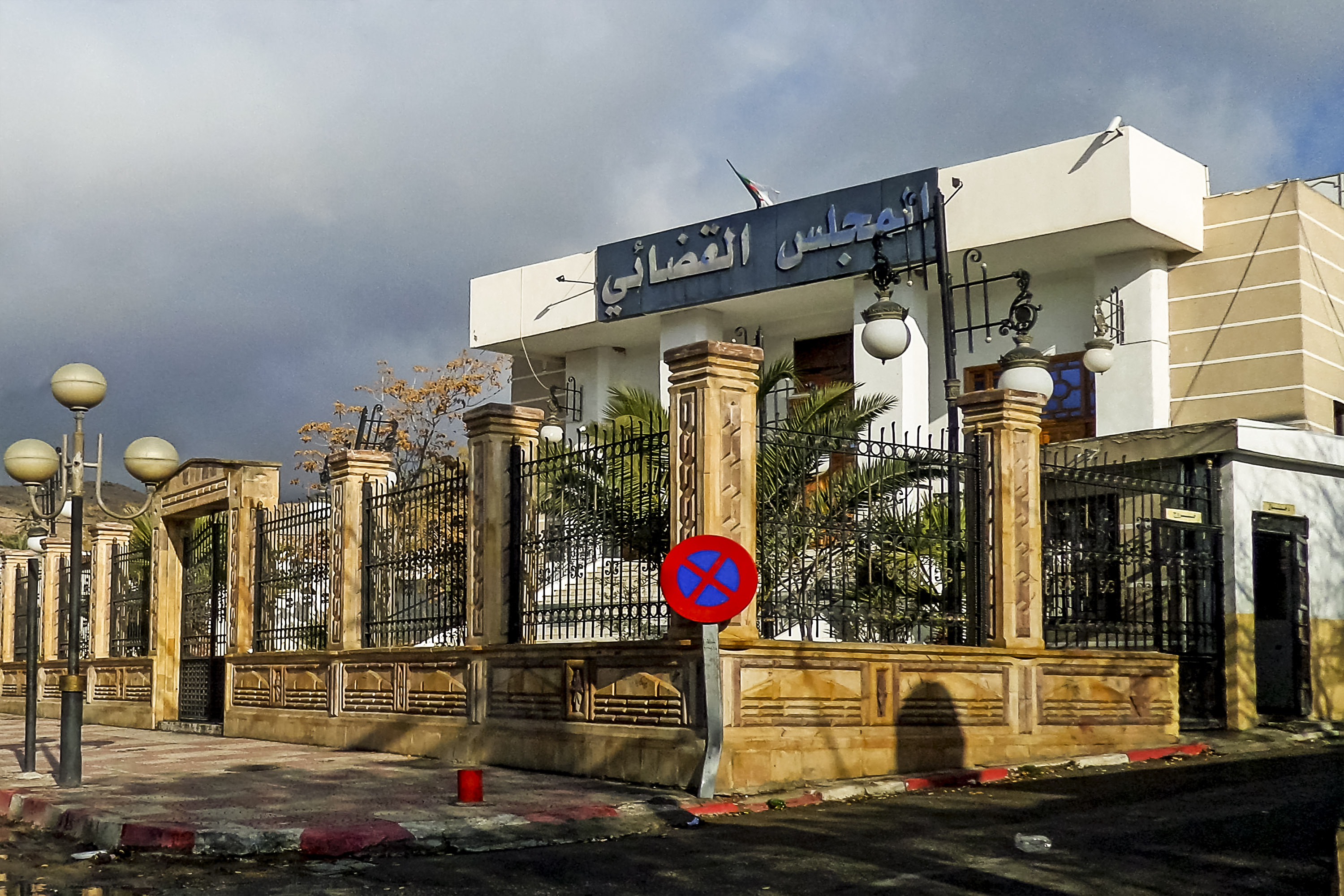
مجلس قضاء ولاية أم البواقي
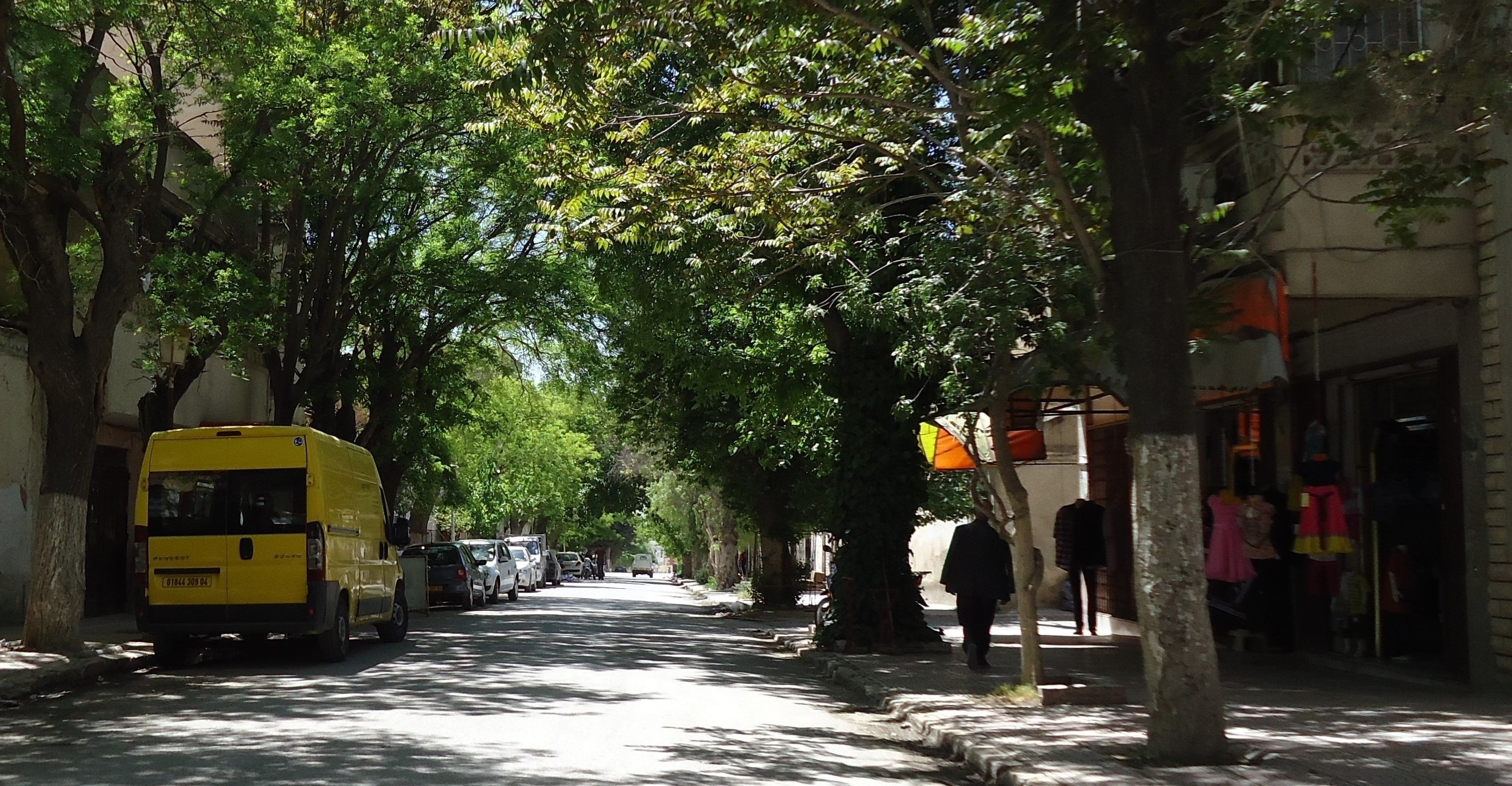
عين البيضاء
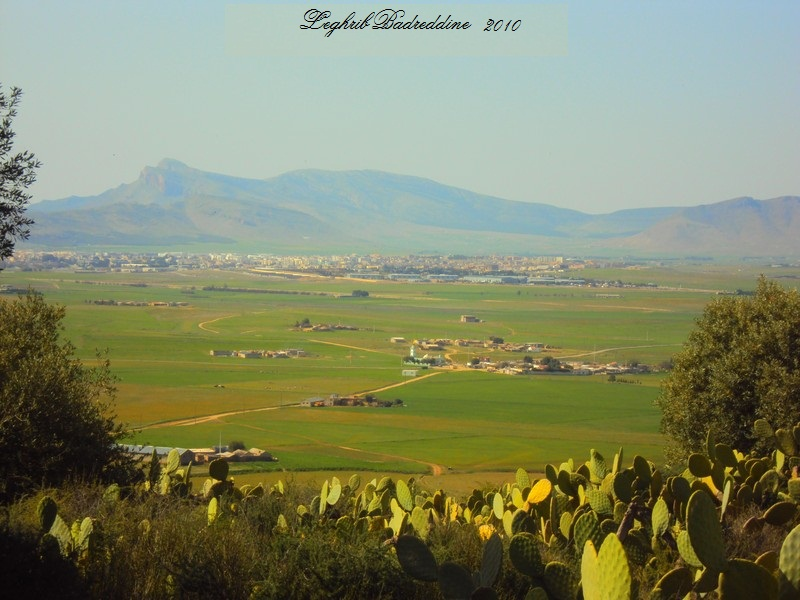
ولاد ونداج
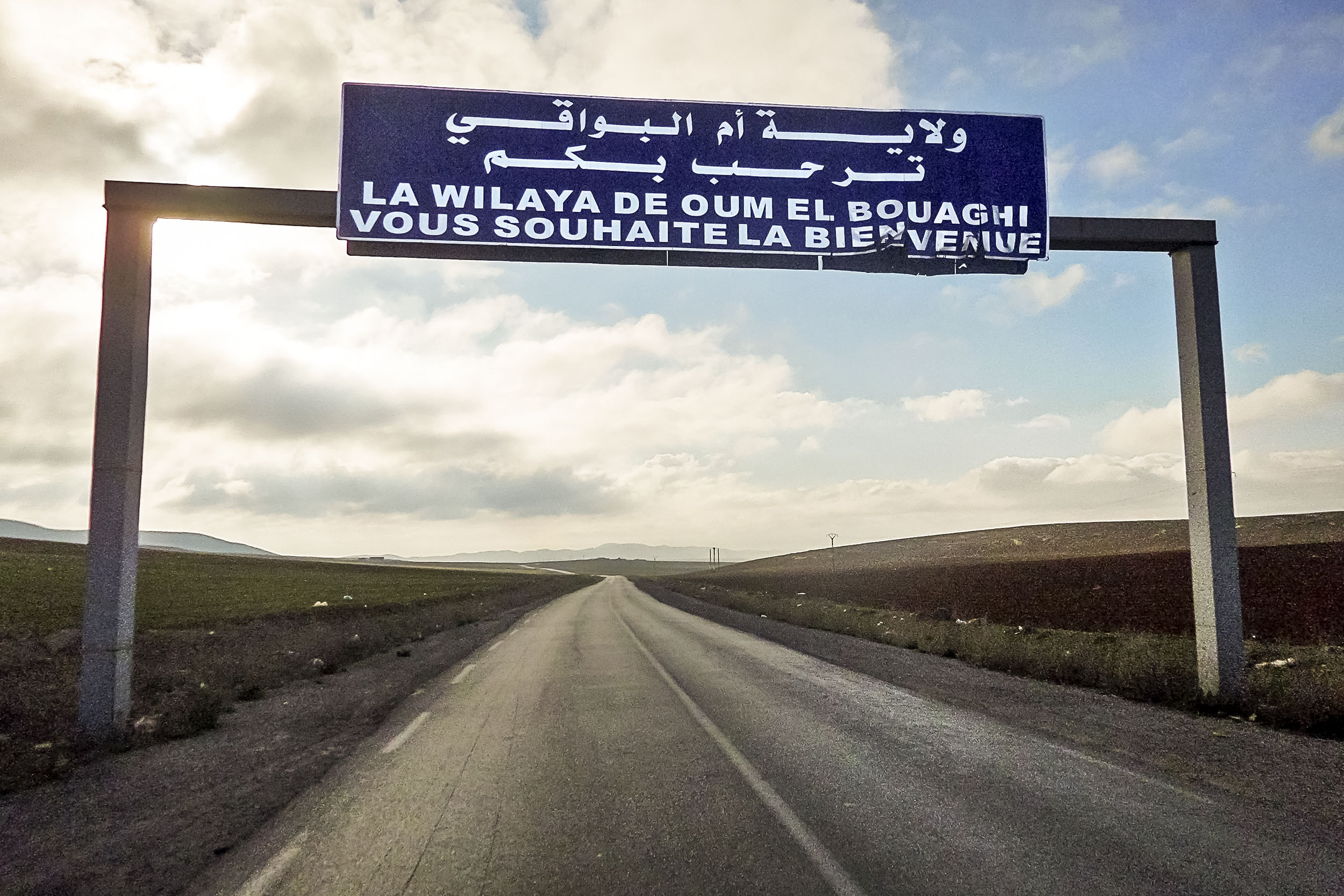
ولاية أم البواقي

## وصلات داخلية
- سد أوركيس
- الشاوية

## وصلات خارجية
- مديرية السياحة والصناعة التقليدية لولاية أم البواقي
- الموقع الرسمي لولاية أم البواقي
- جامعة العربي بن مهيدي لولاية أم البواقي
- مديرية الخدمات الجامعية ولاية أم البواقي
- إذاعة أم البواقي الجهوية
- مديرية التجارة لولاية أم البواقي
- مجلس قضاء ولاية أم البواقي
- رابطة ولاية أم البواقي لكرة القدم
- صفحة ولاية أم البواقي على موقع الوكالة الوطنية لتطوير الأستثمار.
- خريطة شبكة الطرقات لولاية أم البواقي على موقع وزارة النقل
- خبار بلادي | ولاية أم البواقي.
- صفحة ولاية أم البواقي على موقع فيتامين.
- أم البواقي بالتفاصيل
- السياحة تنتعش بأم البواقي.. 14 مشروعا جديدا